# Підберезник
Підбере́зник (Boletus scaber Bull. ех Fr. Leccinum scabrum (Bull. ex Fr.) S. F. Gray, Krombholzia scabra (Bull.) Karst.) — вид грибів з родини болетових (Boletaceae). Місцеві назви — березник, березовик, бабка, бабка темна, козарик.

## Будова
Шапка

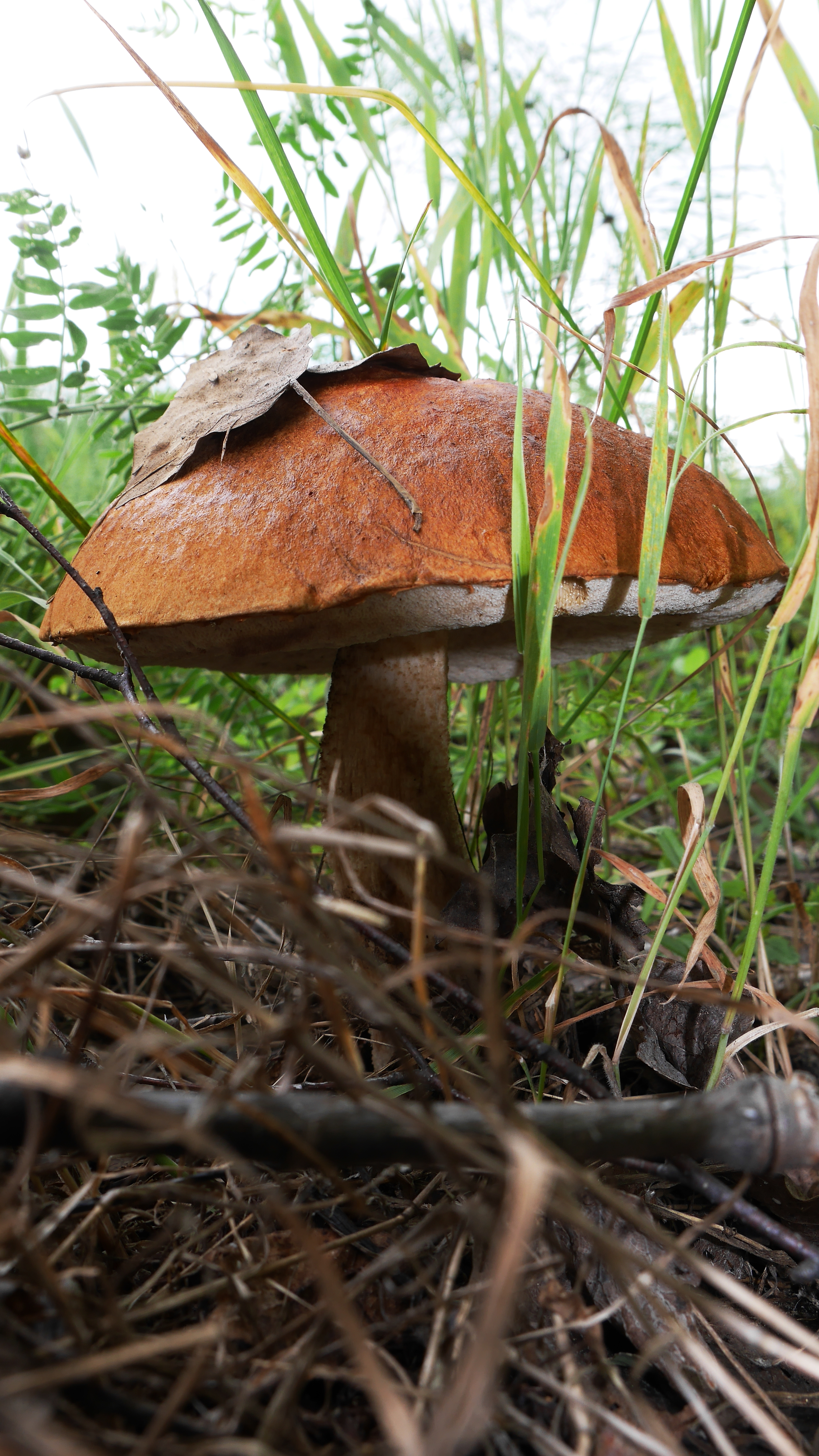
Підберезовик (Білорусь).

Шапка 5-12 (до 15-20) см у діаметрі, напівсферична, потім опукло-розпростерта з тупим краєм, сірувато-коричнювата, рудувато-оливкувато-коричнева, іноді темно-коричнева, колір шапки дуже мінливий, різних відтінків, гола, зрідка тонкоповстиста, суха. Шкірка не знімається. Пори білуваті, згодом сіруваті, оливкуваті, дрібні, округлі. Спори (8)11-21 Х 4-7 (8) мкм.
Ніжка
Ніжка довжиною 4-15(20), діаметром 0,5-3 см, суцільна, щільна. Форма ніжки циліндрична, внизу дещо розширена, колір сіро-білуватий, темно-волокниста покрита темними поздовжнім лусочками. М'якоть ніжки з віком стає дерев'яно-волокнистою, жорсткою.
М'якуш
М'якуш білий, при розрізуванні на повітрі колір не змінюється або трохи рожевіє, з приємним запахом і смаком.

## Поширення та середовище існування
В Україні поширений на Поліссі, в Лісостепу та на Закарпатті. Росте переважно в березових і мішаних (з березою) лісах. Збирають у травні — жовтні.

## Практичне використання
Добрий їстівний гриб. Заготовляють на Поліссі. Використовують свіжим, про запас сушать, маринують, солять.
| Частина гриба | Свіжі гриби | Свіжі гриби   | Склад сухої речовини | Склад сухої речовини | Склад сухої речовини | Склад сухої речовини | Склад сухої речовини | Склад сухої речовини  | Склад сухої речовини |
| Частина гриба | Вода        | Суха речовина | Білки                | Жири                 | Манітол              | Цукор                | Клітковина           | Екстрактивні речовини | Зола                 |
| ------------- | ----------- | ------------- | -------------------- | -------------------- | -------------------- | -------------------- | -------------------- | --------------------- | -------------------- |
| Ніжка         | 88,69       | 11,31         | 29,87                | 3,51                 | 9,85                 | 2,46                 | 42,35                | 4,76                  | 7,20                 |
| Шапинка       | 84,03       | 15,97         | 44,99                | 9,90                 | 12,75                | 3,28                 | 20,56                | 3,38                  | 9,14                 |